# Польська конституція 1921 року
Польська конституція 1921 року (пол. Ustawa z dnia 17 marca 1921 roku Konstytucja Rzeczypospolitej Polskiej) — прийнята 17 березня 1921 року (тому іноді також називається «березневою конституцією») установчим сеймом під впливом сильного демократичного руху, що розгорнувся в Польщі після закінчення радянсько-польської війни.

## Основні положення
Утверджувала в Польщі республіканський лад. Встановлювала двопалатний парламент — Національні збори, що складався з сейму та сенату, що обирався терміном на 5 років загальним, рівним і таємним голосуванням (статті 11 та 36). Сейм затверджував уряд і окремих міністрів і мав право їх зміни. Процедура дострокового розпуску сейму була дуже складна, тим самим в державі закріплювалася його особлива позиція. Виборче право надавалося для виборів до сейму громадянам, що досягли 21 року, а в сенат — 30 років (статті 12 та 36). Військовослужбовці голосувати права не мали (стаття 12).
Згідно зі статтею 39, виконавчу владу в країні здійснював президент, що обирався сеймом і сенатом на 7 років. Він висував кандидатури прем'єра і міністрів, представляв державу на міжнародній арені. Акти президента підлягали контрасигнатурі. Уряд був відповідальний перед парламентом.
Конституція, зберігаючи право приватної власності, дозволяла державі проводити примусовий викуп землі, регулювати її купівлю та продаж (стаття 99).
Конституція 1921 року також проголошувала і закріплювала основні демократичні права громадян — свободу слова, організацій, друку, зборів, а також рівність всіх громадян перед законом. Одночасно обмежувала їх певними умовами і обумовлювала право держави їх скасовувати (стаття 124). Згідно з конституцією, римсько-католицьке віросповідання займало провідне положення серед рівноправних конфесій. У конституції також були статті про охорону праці, про соціальне забезпечення громадян у разі хвороби, безробіття.
Зі встановленням у Польщі в 1926 році санаційного режиму до конституції 1921 були внесені поправки, а в 1935 році вона була замінена новою.